# Макрук

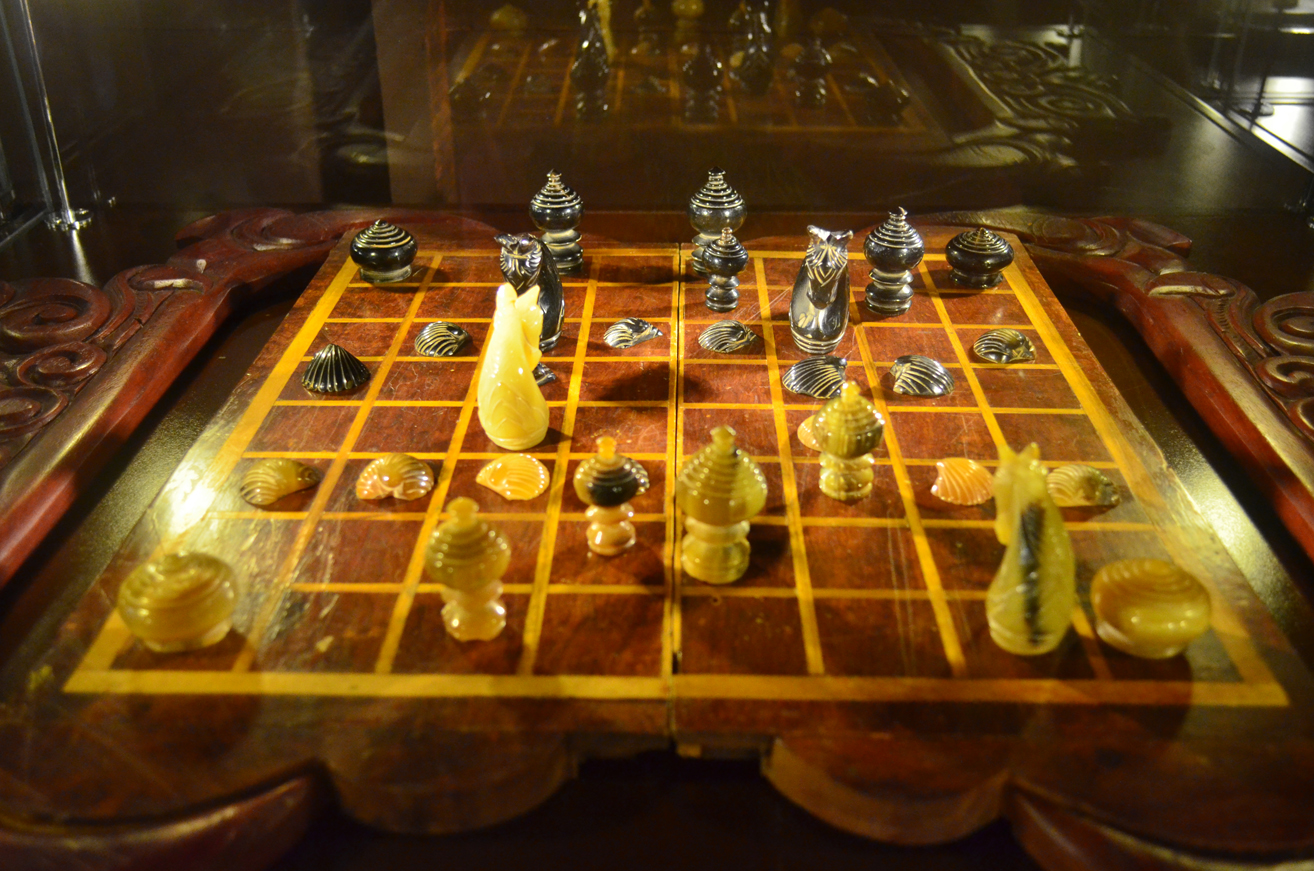
Тайские шахматы Макрук

Макру́к — тайская настольная игра, родственная шахматам. Предположительно, происходит непосредственно от древней индийской игры Чатуранга, считающейся предком современных шахмат. В Таиланде игра более популярна, чем классические шахматы.

## Доска и начальная расстановка
|   | a | b | c | d | e | f | g | h |   |
| 8 | a8 чёрная лодка · b8 чёрный конь · c8 чёрный дворянин · d8 чёрный семя · e8 чёрный феодал · f8 чёрный дворянин · g8 чёрный конь · h8 чёрная лодка · a6 чёрная ракушка · b6 чёрная ракушка · c6 чёрная ракушка · d6 чёрная ракушка · e6 чёрная ракушка · f6 чёрная ракушка · g6 чёрная ракушка · h6 чёрная ракушка · a3 белая ракушка · b3 белая ракушка · c3 белая ракушка · d3 белая ракушка · e3 белая ракушка · f3 белая ракушка · g3 белая ракушка · h3 белая ракушка · a1 белая лодка · b1 белый конь · c1 белый дворянин · d1 белый феодал · e1 белый семя · f1 белый дворянин · g1 белый конь · h1 белая лодка | a8 чёрная лодка · b8 чёрный конь · c8 чёрный дворянин · d8 чёрный семя · e8 чёрный феодал · f8 чёрный дворянин · g8 чёрный конь · h8 чёрная лодка · a6 чёрная ракушка · b6 чёрная ракушка · c6 чёрная ракушка · d6 чёрная ракушка · e6 чёрная ракушка · f6 чёрная ракушка · g6 чёрная ракушка · h6 чёрная ракушка · a3 белая ракушка · b3 белая ракушка · c3 белая ракушка · d3 белая ракушка · e3 белая ракушка · f3 белая ракушка · g3 белая ракушка · h3 белая ракушка · a1 белая лодка · b1 белый конь · c1 белый дворянин · d1 белый феодал · e1 белый семя · f1 белый дворянин · g1 белый конь · h1 белая лодка | a8 чёрная лодка · b8 чёрный конь · c8 чёрный дворянин · d8 чёрный семя · e8 чёрный феодал · f8 чёрный дворянин · g8 чёрный конь · h8 чёрная лодка · a6 чёрная ракушка · b6 чёрная ракушка · c6 чёрная ракушка · d6 чёрная ракушка · e6 чёрная ракушка · f6 чёрная ракушка · g6 чёрная ракушка · h6 чёрная ракушка · a3 белая ракушка · b3 белая ракушка · c3 белая ракушка · d3 белая ракушка · e3 белая ракушка · f3 белая ракушка · g3 белая ракушка · h3 белая ракушка · a1 белая лодка · b1 белый конь · c1 белый дворянин · d1 белый феодал · e1 белый семя · f1 белый дворянин · g1 белый конь · h1 белая лодка | a8 чёрная лодка · b8 чёрный конь · c8 чёрный дворянин · d8 чёрный семя · e8 чёрный феодал · f8 чёрный дворянин · g8 чёрный конь · h8 чёрная лодка · a6 чёрная ракушка · b6 чёрная ракушка · c6 чёрная ракушка · d6 чёрная ракушка · e6 чёрная ракушка · f6 чёрная ракушка · g6 чёрная ракушка · h6 чёрная ракушка · a3 белая ракушка · b3 белая ракушка · c3 белая ракушка · d3 белая ракушка · e3 белая ракушка · f3 белая ракушка · g3 белая ракушка · h3 белая ракушка · a1 белая лодка · b1 белый конь · c1 белый дворянин · d1 белый феодал · e1 белый семя · f1 белый дворянин · g1 белый конь · h1 белая лодка | a8 чёрная лодка · b8 чёрный конь · c8 чёрный дворянин · d8 чёрный семя · e8 чёрный феодал · f8 чёрный дворянин · g8 чёрный конь · h8 чёрная лодка · a6 чёрная ракушка · b6 чёрная ракушка · c6 чёрная ракушка · d6 чёрная ракушка · e6 чёрная ракушка · f6 чёрная ракушка · g6 чёрная ракушка · h6 чёрная ракушка · a3 белая ракушка · b3 белая ракушка · c3 белая ракушка · d3 белая ракушка · e3 белая ракушка · f3 белая ракушка · g3 белая ракушка · h3 белая ракушка · a1 белая лодка · b1 белый конь · c1 белый дворянин · d1 белый феодал · e1 белый семя · f1 белый дворянин · g1 белый конь · h1 белая лодка | a8 чёрная лодка · b8 чёрный конь · c8 чёрный дворянин · d8 чёрный семя · e8 чёрный феодал · f8 чёрный дворянин · g8 чёрный конь · h8 чёрная лодка · a6 чёрная ракушка · b6 чёрная ракушка · c6 чёрная ракушка · d6 чёрная ракушка · e6 чёрная ракушка · f6 чёрная ракушка · g6 чёрная ракушка · h6 чёрная ракушка · a3 белая ракушка · b3 белая ракушка · c3 белая ракушка · d3 белая ракушка · e3 белая ракушка · f3 белая ракушка · g3 белая ракушка · h3 белая ракушка · a1 белая лодка · b1 белый конь · c1 белый дворянин · d1 белый феодал · e1 белый семя · f1 белый дворянин · g1 белый конь · h1 белая лодка | a8 чёрная лодка · b8 чёрный конь · c8 чёрный дворянин · d8 чёрный семя · e8 чёрный феодал · f8 чёрный дворянин · g8 чёрный конь · h8 чёрная лодка · a6 чёрная ракушка · b6 чёрная ракушка · c6 чёрная ракушка · d6 чёрная ракушка · e6 чёрная ракушка · f6 чёрная ракушка · g6 чёрная ракушка · h6 чёрная ракушка · a3 белая ракушка · b3 белая ракушка · c3 белая ракушка · d3 белая ракушка · e3 белая ракушка · f3 белая ракушка · g3 белая ракушка · h3 белая ракушка · a1 белая лодка · b1 белый конь · c1 белый дворянин · d1 белый феодал · e1 белый семя · f1 белый дворянин · g1 белый конь · h1 белая лодка | a8 чёрная лодка · b8 чёрный конь · c8 чёрный дворянин · d8 чёрный семя · e8 чёрный феодал · f8 чёрный дворянин · g8 чёрный конь · h8 чёрная лодка · a6 чёрная ракушка · b6 чёрная ракушка · c6 чёрная ракушка · d6 чёрная ракушка · e6 чёрная ракушка · f6 чёрная ракушка · g6 чёрная ракушка · h6 чёрная ракушка · a3 белая ракушка · b3 белая ракушка · c3 белая ракушка · d3 белая ракушка · e3 белая ракушка · f3 белая ракушка · g3 белая ракушка · h3 белая ракушка · a1 белая лодка · b1 белый конь · c1 белый дворянин · d1 белый феодал · e1 белый семя · f1 белый дворянин · g1 белый конь · h1 белая лодка | 8 |
| 7 | a8 чёрная лодка · b8 чёрный конь · c8 чёрный дворянин · d8 чёрный семя · e8 чёрный феодал · f8 чёрный дворянин · g8 чёрный конь · h8 чёрная лодка · a6 чёрная ракушка · b6 чёрная ракушка · c6 чёрная ракушка · d6 чёрная ракушка · e6 чёрная ракушка · f6 чёрная ракушка · g6 чёрная ракушка · h6 чёрная ракушка · a3 белая ракушка · b3 белая ракушка · c3 белая ракушка · d3 белая ракушка · e3 белая ракушка · f3 белая ракушка · g3 белая ракушка · h3 белая ракушка · a1 белая лодка · b1 белый конь · c1 белый дворянин · d1 белый феодал · e1 белый семя · f1 белый дворянин · g1 белый конь · h1 белая лодка | a8 чёрная лодка · b8 чёрный конь · c8 чёрный дворянин · d8 чёрный семя · e8 чёрный феодал · f8 чёрный дворянин · g8 чёрный конь · h8 чёрная лодка · a6 чёрная ракушка · b6 чёрная ракушка · c6 чёрная ракушка · d6 чёрная ракушка · e6 чёрная ракушка · f6 чёрная ракушка · g6 чёрная ракушка · h6 чёрная ракушка · a3 белая ракушка · b3 белая ракушка · c3 белая ракушка · d3 белая ракушка · e3 белая ракушка · f3 белая ракушка · g3 белая ракушка · h3 белая ракушка · a1 белая лодка · b1 белый конь · c1 белый дворянин · d1 белый феодал · e1 белый семя · f1 белый дворянин · g1 белый конь · h1 белая лодка | a8 чёрная лодка · b8 чёрный конь · c8 чёрный дворянин · d8 чёрный семя · e8 чёрный феодал · f8 чёрный дворянин · g8 чёрный конь · h8 чёрная лодка · a6 чёрная ракушка · b6 чёрная ракушка · c6 чёрная ракушка · d6 чёрная ракушка · e6 чёрная ракушка · f6 чёрная ракушка · g6 чёрная ракушка · h6 чёрная ракушка · a3 белая ракушка · b3 белая ракушка · c3 белая ракушка · d3 белая ракушка · e3 белая ракушка · f3 белая ракушка · g3 белая ракушка · h3 белая ракушка · a1 белая лодка · b1 белый конь · c1 белый дворянин · d1 белый феодал · e1 белый семя · f1 белый дворянин · g1 белый конь · h1 белая лодка | a8 чёрная лодка · b8 чёрный конь · c8 чёрный дворянин · d8 чёрный семя · e8 чёрный феодал · f8 чёрный дворянин · g8 чёрный конь · h8 чёрная лодка · a6 чёрная ракушка · b6 чёрная ракушка · c6 чёрная ракушка · d6 чёрная ракушка · e6 чёрная ракушка · f6 чёрная ракушка · g6 чёрная ракушка · h6 чёрная ракушка · a3 белая ракушка · b3 белая ракушка · c3 белая ракушка · d3 белая ракушка · e3 белая ракушка · f3 белая ракушка · g3 белая ракушка · h3 белая ракушка · a1 белая лодка · b1 белый конь · c1 белый дворянин · d1 белый феодал · e1 белый семя · f1 белый дворянин · g1 белый конь · h1 белая лодка | a8 чёрная лодка · b8 чёрный конь · c8 чёрный дворянин · d8 чёрный семя · e8 чёрный феодал · f8 чёрный дворянин · g8 чёрный конь · h8 чёрная лодка · a6 чёрная ракушка · b6 чёрная ракушка · c6 чёрная ракушка · d6 чёрная ракушка · e6 чёрная ракушка · f6 чёрная ракушка · g6 чёрная ракушка · h6 чёрная ракушка · a3 белая ракушка · b3 белая ракушка · c3 белая ракушка · d3 белая ракушка · e3 белая ракушка · f3 белая ракушка · g3 белая ракушка · h3 белая ракушка · a1 белая лодка · b1 белый конь · c1 белый дворянин · d1 белый феодал · e1 белый семя · f1 белый дворянин · g1 белый конь · h1 белая лодка | a8 чёрная лодка · b8 чёрный конь · c8 чёрный дворянин · d8 чёрный семя · e8 чёрный феодал · f8 чёрный дворянин · g8 чёрный конь · h8 чёрная лодка · a6 чёрная ракушка · b6 чёрная ракушка · c6 чёрная ракушка · d6 чёрная ракушка · e6 чёрная ракушка · f6 чёрная ракушка · g6 чёрная ракушка · h6 чёрная ракушка · a3 белая ракушка · b3 белая ракушка · c3 белая ракушка · d3 белая ракушка · e3 белая ракушка · f3 белая ракушка · g3 белая ракушка · h3 белая ракушка · a1 белая лодка · b1 белый конь · c1 белый дворянин · d1 белый феодал · e1 белый семя · f1 белый дворянин · g1 белый конь · h1 белая лодка | a8 чёрная лодка · b8 чёрный конь · c8 чёрный дворянин · d8 чёрный семя · e8 чёрный феодал · f8 чёрный дворянин · g8 чёрный конь · h8 чёрная лодка · a6 чёрная ракушка · b6 чёрная ракушка · c6 чёрная ракушка · d6 чёрная ракушка · e6 чёрная ракушка · f6 чёрная ракушка · g6 чёрная ракушка · h6 чёрная ракушка · a3 белая ракушка · b3 белая ракушка · c3 белая ракушка · d3 белая ракушка · e3 белая ракушка · f3 белая ракушка · g3 белая ракушка · h3 белая ракушка · a1 белая лодка · b1 белый конь · c1 белый дворянин · d1 белый феодал · e1 белый семя · f1 белый дворянин · g1 белый конь · h1 белая лодка | a8 чёрная лодка · b8 чёрный конь · c8 чёрный дворянин · d8 чёрный семя · e8 чёрный феодал · f8 чёрный дворянин · g8 чёрный конь · h8 чёрная лодка · a6 чёрная ракушка · b6 чёрная ракушка · c6 чёрная ракушка · d6 чёрная ракушка · e6 чёрная ракушка · f6 чёрная ракушка · g6 чёрная ракушка · h6 чёрная ракушка · a3 белая ракушка · b3 белая ракушка · c3 белая ракушка · d3 белая ракушка · e3 белая ракушка · f3 белая ракушка · g3 белая ракушка · h3 белая ракушка · a1 белая лодка · b1 белый конь · c1 белый дворянин · d1 белый феодал · e1 белый семя · f1 белый дворянин · g1 белый конь · h1 белая лодка | 7 |
| 6 | a8 чёрная лодка · b8 чёрный конь · c8 чёрный дворянин · d8 чёрный семя · e8 чёрный феодал · f8 чёрный дворянин · g8 чёрный конь · h8 чёрная лодка · a6 чёрная ракушка · b6 чёрная ракушка · c6 чёрная ракушка · d6 чёрная ракушка · e6 чёрная ракушка · f6 чёрная ракушка · g6 чёрная ракушка · h6 чёрная ракушка · a3 белая ракушка · b3 белая ракушка · c3 белая ракушка · d3 белая ракушка · e3 белая ракушка · f3 белая ракушка · g3 белая ракушка · h3 белая ракушка · a1 белая лодка · b1 белый конь · c1 белый дворянин · d1 белый феодал · e1 белый семя · f1 белый дворянин · g1 белый конь · h1 белая лодка | a8 чёрная лодка · b8 чёрный конь · c8 чёрный дворянин · d8 чёрный семя · e8 чёрный феодал · f8 чёрный дворянин · g8 чёрный конь · h8 чёрная лодка · a6 чёрная ракушка · b6 чёрная ракушка · c6 чёрная ракушка · d6 чёрная ракушка · e6 чёрная ракушка · f6 чёрная ракушка · g6 чёрная ракушка · h6 чёрная ракушка · a3 белая ракушка · b3 белая ракушка · c3 белая ракушка · d3 белая ракушка · e3 белая ракушка · f3 белая ракушка · g3 белая ракушка · h3 белая ракушка · a1 белая лодка · b1 белый конь · c1 белый дворянин · d1 белый феодал · e1 белый семя · f1 белый дворянин · g1 белый конь · h1 белая лодка | a8 чёрная лодка · b8 чёрный конь · c8 чёрный дворянин · d8 чёрный семя · e8 чёрный феодал · f8 чёрный дворянин · g8 чёрный конь · h8 чёрная лодка · a6 чёрная ракушка · b6 чёрная ракушка · c6 чёрная ракушка · d6 чёрная ракушка · e6 чёрная ракушка · f6 чёрная ракушка · g6 чёрная ракушка · h6 чёрная ракушка · a3 белая ракушка · b3 белая ракушка · c3 белая ракушка · d3 белая ракушка · e3 белая ракушка · f3 белая ракушка · g3 белая ракушка · h3 белая ракушка · a1 белая лодка · b1 белый конь · c1 белый дворянин · d1 белый феодал · e1 белый семя · f1 белый дворянин · g1 белый конь · h1 белая лодка | a8 чёрная лодка · b8 чёрный конь · c8 чёрный дворянин · d8 чёрный семя · e8 чёрный феодал · f8 чёрный дворянин · g8 чёрный конь · h8 чёрная лодка · a6 чёрная ракушка · b6 чёрная ракушка · c6 чёрная ракушка · d6 чёрная ракушка · e6 чёрная ракушка · f6 чёрная ракушка · g6 чёрная ракушка · h6 чёрная ракушка · a3 белая ракушка · b3 белая ракушка · c3 белая ракушка · d3 белая ракушка · e3 белая ракушка · f3 белая ракушка · g3 белая ракушка · h3 белая ракушка · a1 белая лодка · b1 белый конь · c1 белый дворянин · d1 белый феодал · e1 белый семя · f1 белый дворянин · g1 белый конь · h1 белая лодка | a8 чёрная лодка · b8 чёрный конь · c8 чёрный дворянин · d8 чёрный семя · e8 чёрный феодал · f8 чёрный дворянин · g8 чёрный конь · h8 чёрная лодка · a6 чёрная ракушка · b6 чёрная ракушка · c6 чёрная ракушка · d6 чёрная ракушка · e6 чёрная ракушка · f6 чёрная ракушка · g6 чёрная ракушка · h6 чёрная ракушка · a3 белая ракушка · b3 белая ракушка · c3 белая ракушка · d3 белая ракушка · e3 белая ракушка · f3 белая ракушка · g3 белая ракушка · h3 белая ракушка · a1 белая лодка · b1 белый конь · c1 белый дворянин · d1 белый феодал · e1 белый семя · f1 белый дворянин · g1 белый конь · h1 белая лодка | a8 чёрная лодка · b8 чёрный конь · c8 чёрный дворянин · d8 чёрный семя · e8 чёрный феодал · f8 чёрный дворянин · g8 чёрный конь · h8 чёрная лодка · a6 чёрная ракушка · b6 чёрная ракушка · c6 чёрная ракушка · d6 чёрная ракушка · e6 чёрная ракушка · f6 чёрная ракушка · g6 чёрная ракушка · h6 чёрная ракушка · a3 белая ракушка · b3 белая ракушка · c3 белая ракушка · d3 белая ракушка · e3 белая ракушка · f3 белая ракушка · g3 белая ракушка · h3 белая ракушка · a1 белая лодка · b1 белый конь · c1 белый дворянин · d1 белый феодал · e1 белый семя · f1 белый дворянин · g1 белый конь · h1 белая лодка | a8 чёрная лодка · b8 чёрный конь · c8 чёрный дворянин · d8 чёрный семя · e8 чёрный феодал · f8 чёрный дворянин · g8 чёрный конь · h8 чёрная лодка · a6 чёрная ракушка · b6 чёрная ракушка · c6 чёрная ракушка · d6 чёрная ракушка · e6 чёрная ракушка · f6 чёрная ракушка · g6 чёрная ракушка · h6 чёрная ракушка · a3 белая ракушка · b3 белая ракушка · c3 белая ракушка · d3 белая ракушка · e3 белая ракушка · f3 белая ракушка · g3 белая ракушка · h3 белая ракушка · a1 белая лодка · b1 белый конь · c1 белый дворянин · d1 белый феодал · e1 белый семя · f1 белый дворянин · g1 белый конь · h1 белая лодка | a8 чёрная лодка · b8 чёрный конь · c8 чёрный дворянин · d8 чёрный семя · e8 чёрный феодал · f8 чёрный дворянин · g8 чёрный конь · h8 чёрная лодка · a6 чёрная ракушка · b6 чёрная ракушка · c6 чёрная ракушка · d6 чёрная ракушка · e6 чёрная ракушка · f6 чёрная ракушка · g6 чёрная ракушка · h6 чёрная ракушка · a3 белая ракушка · b3 белая ракушка · c3 белая ракушка · d3 белая ракушка · e3 белая ракушка · f3 белая ракушка · g3 белая ракушка · h3 белая ракушка · a1 белая лодка · b1 белый конь · c1 белый дворянин · d1 белый феодал · e1 белый семя · f1 белый дворянин · g1 белый конь · h1 белая лодка | 6 |
| 5 | a8 чёрная лодка · b8 чёрный конь · c8 чёрный дворянин · d8 чёрный семя · e8 чёрный феодал · f8 чёрный дворянин · g8 чёрный конь · h8 чёрная лодка · a6 чёрная ракушка · b6 чёрная ракушка · c6 чёрная ракушка · d6 чёрная ракушка · e6 чёрная ракушка · f6 чёрная ракушка · g6 чёрная ракушка · h6 чёрная ракушка · a3 белая ракушка · b3 белая ракушка · c3 белая ракушка · d3 белая ракушка · e3 белая ракушка · f3 белая ракушка · g3 белая ракушка · h3 белая ракушка · a1 белая лодка · b1 белый конь · c1 белый дворянин · d1 белый феодал · e1 белый семя · f1 белый дворянин · g1 белый конь · h1 белая лодка | a8 чёрная лодка · b8 чёрный конь · c8 чёрный дворянин · d8 чёрный семя · e8 чёрный феодал · f8 чёрный дворянин · g8 чёрный конь · h8 чёрная лодка · a6 чёрная ракушка · b6 чёрная ракушка · c6 чёрная ракушка · d6 чёрная ракушка · e6 чёрная ракушка · f6 чёрная ракушка · g6 чёрная ракушка · h6 чёрная ракушка · a3 белая ракушка · b3 белая ракушка · c3 белая ракушка · d3 белая ракушка · e3 белая ракушка · f3 белая ракушка · g3 белая ракушка · h3 белая ракушка · a1 белая лодка · b1 белый конь · c1 белый дворянин · d1 белый феодал · e1 белый семя · f1 белый дворянин · g1 белый конь · h1 белая лодка | a8 чёрная лодка · b8 чёрный конь · c8 чёрный дворянин · d8 чёрный семя · e8 чёрный феодал · f8 чёрный дворянин · g8 чёрный конь · h8 чёрная лодка · a6 чёрная ракушка · b6 чёрная ракушка · c6 чёрная ракушка · d6 чёрная ракушка · e6 чёрная ракушка · f6 чёрная ракушка · g6 чёрная ракушка · h6 чёрная ракушка · a3 белая ракушка · b3 белая ракушка · c3 белая ракушка · d3 белая ракушка · e3 белая ракушка · f3 белая ракушка · g3 белая ракушка · h3 белая ракушка · a1 белая лодка · b1 белый конь · c1 белый дворянин · d1 белый феодал · e1 белый семя · f1 белый дворянин · g1 белый конь · h1 белая лодка | a8 чёрная лодка · b8 чёрный конь · c8 чёрный дворянин · d8 чёрный семя · e8 чёрный феодал · f8 чёрный дворянин · g8 чёрный конь · h8 чёрная лодка · a6 чёрная ракушка · b6 чёрная ракушка · c6 чёрная ракушка · d6 чёрная ракушка · e6 чёрная ракушка · f6 чёрная ракушка · g6 чёрная ракушка · h6 чёрная ракушка · a3 белая ракушка · b3 белая ракушка · c3 белая ракушка · d3 белая ракушка · e3 белая ракушка · f3 белая ракушка · g3 белая ракушка · h3 белая ракушка · a1 белая лодка · b1 белый конь · c1 белый дворянин · d1 белый феодал · e1 белый семя · f1 белый дворянин · g1 белый конь · h1 белая лодка | a8 чёрная лодка · b8 чёрный конь · c8 чёрный дворянин · d8 чёрный семя · e8 чёрный феодал · f8 чёрный дворянин · g8 чёрный конь · h8 чёрная лодка · a6 чёрная ракушка · b6 чёрная ракушка · c6 чёрная ракушка · d6 чёрная ракушка · e6 чёрная ракушка · f6 чёрная ракушка · g6 чёрная ракушка · h6 чёрная ракушка · a3 белая ракушка · b3 белая ракушка · c3 белая ракушка · d3 белая ракушка · e3 белая ракушка · f3 белая ракушка · g3 белая ракушка · h3 белая ракушка · a1 белая лодка · b1 белый конь · c1 белый дворянин · d1 белый феодал · e1 белый семя · f1 белый дворянин · g1 белый конь · h1 белая лодка | a8 чёрная лодка · b8 чёрный конь · c8 чёрный дворянин · d8 чёрный семя · e8 чёрный феодал · f8 чёрный дворянин · g8 чёрный конь · h8 чёрная лодка · a6 чёрная ракушка · b6 чёрная ракушка · c6 чёрная ракушка · d6 чёрная ракушка · e6 чёрная ракушка · f6 чёрная ракушка · g6 чёрная ракушка · h6 чёрная ракушка · a3 белая ракушка · b3 белая ракушка · c3 белая ракушка · d3 белая ракушка · e3 белая ракушка · f3 белая ракушка · g3 белая ракушка · h3 белая ракушка · a1 белая лодка · b1 белый конь · c1 белый дворянин · d1 белый феодал · e1 белый семя · f1 белый дворянин · g1 белый конь · h1 белая лодка | a8 чёрная лодка · b8 чёрный конь · c8 чёрный дворянин · d8 чёрный семя · e8 чёрный феодал · f8 чёрный дворянин · g8 чёрный конь · h8 чёрная лодка · a6 чёрная ракушка · b6 чёрная ракушка · c6 чёрная ракушка · d6 чёрная ракушка · e6 чёрная ракушка · f6 чёрная ракушка · g6 чёрная ракушка · h6 чёрная ракушка · a3 белая ракушка · b3 белая ракушка · c3 белая ракушка · d3 белая ракушка · e3 белая ракушка · f3 белая ракушка · g3 белая ракушка · h3 белая ракушка · a1 белая лодка · b1 белый конь · c1 белый дворянин · d1 белый феодал · e1 белый семя · f1 белый дворянин · g1 белый конь · h1 белая лодка | a8 чёрная лодка · b8 чёрный конь · c8 чёрный дворянин · d8 чёрный семя · e8 чёрный феодал · f8 чёрный дворянин · g8 чёрный конь · h8 чёрная лодка · a6 чёрная ракушка · b6 чёрная ракушка · c6 чёрная ракушка · d6 чёрная ракушка · e6 чёрная ракушка · f6 чёрная ракушка · g6 чёрная ракушка · h6 чёрная ракушка · a3 белая ракушка · b3 белая ракушка · c3 белая ракушка · d3 белая ракушка · e3 белая ракушка · f3 белая ракушка · g3 белая ракушка · h3 белая ракушка · a1 белая лодка · b1 белый конь · c1 белый дворянин · d1 белый феодал · e1 белый семя · f1 белый дворянин · g1 белый конь · h1 белая лодка | 5 |
| 4 | a8 чёрная лодка · b8 чёрный конь · c8 чёрный дворянин · d8 чёрный семя · e8 чёрный феодал · f8 чёрный дворянин · g8 чёрный конь · h8 чёрная лодка · a6 чёрная ракушка · b6 чёрная ракушка · c6 чёрная ракушка · d6 чёрная ракушка · e6 чёрная ракушка · f6 чёрная ракушка · g6 чёрная ракушка · h6 чёрная ракушка · a3 белая ракушка · b3 белая ракушка · c3 белая ракушка · d3 белая ракушка · e3 белая ракушка · f3 белая ракушка · g3 белая ракушка · h3 белая ракушка · a1 белая лодка · b1 белый конь · c1 белый дворянин · d1 белый феодал · e1 белый семя · f1 белый дворянин · g1 белый конь · h1 белая лодка | a8 чёрная лодка · b8 чёрный конь · c8 чёрный дворянин · d8 чёрный семя · e8 чёрный феодал · f8 чёрный дворянин · g8 чёрный конь · h8 чёрная лодка · a6 чёрная ракушка · b6 чёрная ракушка · c6 чёрная ракушка · d6 чёрная ракушка · e6 чёрная ракушка · f6 чёрная ракушка · g6 чёрная ракушка · h6 чёрная ракушка · a3 белая ракушка · b3 белая ракушка · c3 белая ракушка · d3 белая ракушка · e3 белая ракушка · f3 белая ракушка · g3 белая ракушка · h3 белая ракушка · a1 белая лодка · b1 белый конь · c1 белый дворянин · d1 белый феодал · e1 белый семя · f1 белый дворянин · g1 белый конь · h1 белая лодка | a8 чёрная лодка · b8 чёрный конь · c8 чёрный дворянин · d8 чёрный семя · e8 чёрный феодал · f8 чёрный дворянин · g8 чёрный конь · h8 чёрная лодка · a6 чёрная ракушка · b6 чёрная ракушка · c6 чёрная ракушка · d6 чёрная ракушка · e6 чёрная ракушка · f6 чёрная ракушка · g6 чёрная ракушка · h6 чёрная ракушка · a3 белая ракушка · b3 белая ракушка · c3 белая ракушка · d3 белая ракушка · e3 белая ракушка · f3 белая ракушка · g3 белая ракушка · h3 белая ракушка · a1 белая лодка · b1 белый конь · c1 белый дворянин · d1 белый феодал · e1 белый семя · f1 белый дворянин · g1 белый конь · h1 белая лодка | a8 чёрная лодка · b8 чёрный конь · c8 чёрный дворянин · d8 чёрный семя · e8 чёрный феодал · f8 чёрный дворянин · g8 чёрный конь · h8 чёрная лодка · a6 чёрная ракушка · b6 чёрная ракушка · c6 чёрная ракушка · d6 чёрная ракушка · e6 чёрная ракушка · f6 чёрная ракушка · g6 чёрная ракушка · h6 чёрная ракушка · a3 белая ракушка · b3 белая ракушка · c3 белая ракушка · d3 белая ракушка · e3 белая ракушка · f3 белая ракушка · g3 белая ракушка · h3 белая ракушка · a1 белая лодка · b1 белый конь · c1 белый дворянин · d1 белый феодал · e1 белый семя · f1 белый дворянин · g1 белый конь · h1 белая лодка | a8 чёрная лодка · b8 чёрный конь · c8 чёрный дворянин · d8 чёрный семя · e8 чёрный феодал · f8 чёрный дворянин · g8 чёрный конь · h8 чёрная лодка · a6 чёрная ракушка · b6 чёрная ракушка · c6 чёрная ракушка · d6 чёрная ракушка · e6 чёрная ракушка · f6 чёрная ракушка · g6 чёрная ракушка · h6 чёрная ракушка · a3 белая ракушка · b3 белая ракушка · c3 белая ракушка · d3 белая ракушка · e3 белая ракушка · f3 белая ракушка · g3 белая ракушка · h3 белая ракушка · a1 белая лодка · b1 белый конь · c1 белый дворянин · d1 белый феодал · e1 белый семя · f1 белый дворянин · g1 белый конь · h1 белая лодка | a8 чёрная лодка · b8 чёрный конь · c8 чёрный дворянин · d8 чёрный семя · e8 чёрный феодал · f8 чёрный дворянин · g8 чёрный конь · h8 чёрная лодка · a6 чёрная ракушка · b6 чёрная ракушка · c6 чёрная ракушка · d6 чёрная ракушка · e6 чёрная ракушка · f6 чёрная ракушка · g6 чёрная ракушка · h6 чёрная ракушка · a3 белая ракушка · b3 белая ракушка · c3 белая ракушка · d3 белая ракушка · e3 белая ракушка · f3 белая ракушка · g3 белая ракушка · h3 белая ракушка · a1 белая лодка · b1 белый конь · c1 белый дворянин · d1 белый феодал · e1 белый семя · f1 белый дворянин · g1 белый конь · h1 белая лодка | a8 чёрная лодка · b8 чёрный конь · c8 чёрный дворянин · d8 чёрный семя · e8 чёрный феодал · f8 чёрный дворянин · g8 чёрный конь · h8 чёрная лодка · a6 чёрная ракушка · b6 чёрная ракушка · c6 чёрная ракушка · d6 чёрная ракушка · e6 чёрная ракушка · f6 чёрная ракушка · g6 чёрная ракушка · h6 чёрная ракушка · a3 белая ракушка · b3 белая ракушка · c3 белая ракушка · d3 белая ракушка · e3 белая ракушка · f3 белая ракушка · g3 белая ракушка · h3 белая ракушка · a1 белая лодка · b1 белый конь · c1 белый дворянин · d1 белый феодал · e1 белый семя · f1 белый дворянин · g1 белый конь · h1 белая лодка | a8 чёрная лодка · b8 чёрный конь · c8 чёрный дворянин · d8 чёрный семя · e8 чёрный феодал · f8 чёрный дворянин · g8 чёрный конь · h8 чёрная лодка · a6 чёрная ракушка · b6 чёрная ракушка · c6 чёрная ракушка · d6 чёрная ракушка · e6 чёрная ракушка · f6 чёрная ракушка · g6 чёрная ракушка · h6 чёрная ракушка · a3 белая ракушка · b3 белая ракушка · c3 белая ракушка · d3 белая ракушка · e3 белая ракушка · f3 белая ракушка · g3 белая ракушка · h3 белая ракушка · a1 белая лодка · b1 белый конь · c1 белый дворянин · d1 белый феодал · e1 белый семя · f1 белый дворянин · g1 белый конь · h1 белая лодка | 4 |
| 3 | a8 чёрная лодка · b8 чёрный конь · c8 чёрный дворянин · d8 чёрный семя · e8 чёрный феодал · f8 чёрный дворянин · g8 чёрный конь · h8 чёрная лодка · a6 чёрная ракушка · b6 чёрная ракушка · c6 чёрная ракушка · d6 чёрная ракушка · e6 чёрная ракушка · f6 чёрная ракушка · g6 чёрная ракушка · h6 чёрная ракушка · a3 белая ракушка · b3 белая ракушка · c3 белая ракушка · d3 белая ракушка · e3 белая ракушка · f3 белая ракушка · g3 белая ракушка · h3 белая ракушка · a1 белая лодка · b1 белый конь · c1 белый дворянин · d1 белый феодал · e1 белый семя · f1 белый дворянин · g1 белый конь · h1 белая лодка | a8 чёрная лодка · b8 чёрный конь · c8 чёрный дворянин · d8 чёрный семя · e8 чёрный феодал · f8 чёрный дворянин · g8 чёрный конь · h8 чёрная лодка · a6 чёрная ракушка · b6 чёрная ракушка · c6 чёрная ракушка · d6 чёрная ракушка · e6 чёрная ракушка · f6 чёрная ракушка · g6 чёрная ракушка · h6 чёрная ракушка · a3 белая ракушка · b3 белая ракушка · c3 белая ракушка · d3 белая ракушка · e3 белая ракушка · f3 белая ракушка · g3 белая ракушка · h3 белая ракушка · a1 белая лодка · b1 белый конь · c1 белый дворянин · d1 белый феодал · e1 белый семя · f1 белый дворянин · g1 белый конь · h1 белая лодка | a8 чёрная лодка · b8 чёрный конь · c8 чёрный дворянин · d8 чёрный семя · e8 чёрный феодал · f8 чёрный дворянин · g8 чёрный конь · h8 чёрная лодка · a6 чёрная ракушка · b6 чёрная ракушка · c6 чёрная ракушка · d6 чёрная ракушка · e6 чёрная ракушка · f6 чёрная ракушка · g6 чёрная ракушка · h6 чёрная ракушка · a3 белая ракушка · b3 белая ракушка · c3 белая ракушка · d3 белая ракушка · e3 белая ракушка · f3 белая ракушка · g3 белая ракушка · h3 белая ракушка · a1 белая лодка · b1 белый конь · c1 белый дворянин · d1 белый феодал · e1 белый семя · f1 белый дворянин · g1 белый конь · h1 белая лодка | a8 чёрная лодка · b8 чёрный конь · c8 чёрный дворянин · d8 чёрный семя · e8 чёрный феодал · f8 чёрный дворянин · g8 чёрный конь · h8 чёрная лодка · a6 чёрная ракушка · b6 чёрная ракушка · c6 чёрная ракушка · d6 чёрная ракушка · e6 чёрная ракушка · f6 чёрная ракушка · g6 чёрная ракушка · h6 чёрная ракушка · a3 белая ракушка · b3 белая ракушка · c3 белая ракушка · d3 белая ракушка · e3 белая ракушка · f3 белая ракушка · g3 белая ракушка · h3 белая ракушка · a1 белая лодка · b1 белый конь · c1 белый дворянин · d1 белый феодал · e1 белый семя · f1 белый дворянин · g1 белый конь · h1 белая лодка | a8 чёрная лодка · b8 чёрный конь · c8 чёрный дворянин · d8 чёрный семя · e8 чёрный феодал · f8 чёрный дворянин · g8 чёрный конь · h8 чёрная лодка · a6 чёрная ракушка · b6 чёрная ракушка · c6 чёрная ракушка · d6 чёрная ракушка · e6 чёрная ракушка · f6 чёрная ракушка · g6 чёрная ракушка · h6 чёрная ракушка · a3 белая ракушка · b3 белая ракушка · c3 белая ракушка · d3 белая ракушка · e3 белая ракушка · f3 белая ракушка · g3 белая ракушка · h3 белая ракушка · a1 белая лодка · b1 белый конь · c1 белый дворянин · d1 белый феодал · e1 белый семя · f1 белый дворянин · g1 белый конь · h1 белая лодка | a8 чёрная лодка · b8 чёрный конь · c8 чёрный дворянин · d8 чёрный семя · e8 чёрный феодал · f8 чёрный дворянин · g8 чёрный конь · h8 чёрная лодка · a6 чёрная ракушка · b6 чёрная ракушка · c6 чёрная ракушка · d6 чёрная ракушка · e6 чёрная ракушка · f6 чёрная ракушка · g6 чёрная ракушка · h6 чёрная ракушка · a3 белая ракушка · b3 белая ракушка · c3 белая ракушка · d3 белая ракушка · e3 белая ракушка · f3 белая ракушка · g3 белая ракушка · h3 белая ракушка · a1 белая лодка · b1 белый конь · c1 белый дворянин · d1 белый феодал · e1 белый семя · f1 белый дворянин · g1 белый конь · h1 белая лодка | a8 чёрная лодка · b8 чёрный конь · c8 чёрный дворянин · d8 чёрный семя · e8 чёрный феодал · f8 чёрный дворянин · g8 чёрный конь · h8 чёрная лодка · a6 чёрная ракушка · b6 чёрная ракушка · c6 чёрная ракушка · d6 чёрная ракушка · e6 чёрная ракушка · f6 чёрная ракушка · g6 чёрная ракушка · h6 чёрная ракушка · a3 белая ракушка · b3 белая ракушка · c3 белая ракушка · d3 белая ракушка · e3 белая ракушка · f3 белая ракушка · g3 белая ракушка · h3 белая ракушка · a1 белая лодка · b1 белый конь · c1 белый дворянин · d1 белый феодал · e1 белый семя · f1 белый дворянин · g1 белый конь · h1 белая лодка | a8 чёрная лодка · b8 чёрный конь · c8 чёрный дворянин · d8 чёрный семя · e8 чёрный феодал · f8 чёрный дворянин · g8 чёрный конь · h8 чёрная лодка · a6 чёрная ракушка · b6 чёрная ракушка · c6 чёрная ракушка · d6 чёрная ракушка · e6 чёрная ракушка · f6 чёрная ракушка · g6 чёрная ракушка · h6 чёрная ракушка · a3 белая ракушка · b3 белая ракушка · c3 белая ракушка · d3 белая ракушка · e3 белая ракушка · f3 белая ракушка · g3 белая ракушка · h3 белая ракушка · a1 белая лодка · b1 белый конь · c1 белый дворянин · d1 белый феодал · e1 белый семя · f1 белый дворянин · g1 белый конь · h1 белая лодка | 3 |
| 2 | a8 чёрная лодка · b8 чёрный конь · c8 чёрный дворянин · d8 чёрный семя · e8 чёрный феодал · f8 чёрный дворянин · g8 чёрный конь · h8 чёрная лодка · a6 чёрная ракушка · b6 чёрная ракушка · c6 чёрная ракушка · d6 чёрная ракушка · e6 чёрная ракушка · f6 чёрная ракушка · g6 чёрная ракушка · h6 чёрная ракушка · a3 белая ракушка · b3 белая ракушка · c3 белая ракушка · d3 белая ракушка · e3 белая ракушка · f3 белая ракушка · g3 белая ракушка · h3 белая ракушка · a1 белая лодка · b1 белый конь · c1 белый дворянин · d1 белый феодал · e1 белый семя · f1 белый дворянин · g1 белый конь · h1 белая лодка | a8 чёрная лодка · b8 чёрный конь · c8 чёрный дворянин · d8 чёрный семя · e8 чёрный феодал · f8 чёрный дворянин · g8 чёрный конь · h8 чёрная лодка · a6 чёрная ракушка · b6 чёрная ракушка · c6 чёрная ракушка · d6 чёрная ракушка · e6 чёрная ракушка · f6 чёрная ракушка · g6 чёрная ракушка · h6 чёрная ракушка · a3 белая ракушка · b3 белая ракушка · c3 белая ракушка · d3 белая ракушка · e3 белая ракушка · f3 белая ракушка · g3 белая ракушка · h3 белая ракушка · a1 белая лодка · b1 белый конь · c1 белый дворянин · d1 белый феодал · e1 белый семя · f1 белый дворянин · g1 белый конь · h1 белая лодка | a8 чёрная лодка · b8 чёрный конь · c8 чёрный дворянин · d8 чёрный семя · e8 чёрный феодал · f8 чёрный дворянин · g8 чёрный конь · h8 чёрная лодка · a6 чёрная ракушка · b6 чёрная ракушка · c6 чёрная ракушка · d6 чёрная ракушка · e6 чёрная ракушка · f6 чёрная ракушка · g6 чёрная ракушка · h6 чёрная ракушка · a3 белая ракушка · b3 белая ракушка · c3 белая ракушка · d3 белая ракушка · e3 белая ракушка · f3 белая ракушка · g3 белая ракушка · h3 белая ракушка · a1 белая лодка · b1 белый конь · c1 белый дворянин · d1 белый феодал · e1 белый семя · f1 белый дворянин · g1 белый конь · h1 белая лодка | a8 чёрная лодка · b8 чёрный конь · c8 чёрный дворянин · d8 чёрный семя · e8 чёрный феодал · f8 чёрный дворянин · g8 чёрный конь · h8 чёрная лодка · a6 чёрная ракушка · b6 чёрная ракушка · c6 чёрная ракушка · d6 чёрная ракушка · e6 чёрная ракушка · f6 чёрная ракушка · g6 чёрная ракушка · h6 чёрная ракушка · a3 белая ракушка · b3 белая ракушка · c3 белая ракушка · d3 белая ракушка · e3 белая ракушка · f3 белая ракушка · g3 белая ракушка · h3 белая ракушка · a1 белая лодка · b1 белый конь · c1 белый дворянин · d1 белый феодал · e1 белый семя · f1 белый дворянин · g1 белый конь · h1 белая лодка | a8 чёрная лодка · b8 чёрный конь · c8 чёрный дворянин · d8 чёрный семя · e8 чёрный феодал · f8 чёрный дворянин · g8 чёрный конь · h8 чёрная лодка · a6 чёрная ракушка · b6 чёрная ракушка · c6 чёрная ракушка · d6 чёрная ракушка · e6 чёрная ракушка · f6 чёрная ракушка · g6 чёрная ракушка · h6 чёрная ракушка · a3 белая ракушка · b3 белая ракушка · c3 белая ракушка · d3 белая ракушка · e3 белая ракушка · f3 белая ракушка · g3 белая ракушка · h3 белая ракушка · a1 белая лодка · b1 белый конь · c1 белый дворянин · d1 белый феодал · e1 белый семя · f1 белый дворянин · g1 белый конь · h1 белая лодка | a8 чёрная лодка · b8 чёрный конь · c8 чёрный дворянин · d8 чёрный семя · e8 чёрный феодал · f8 чёрный дворянин · g8 чёрный конь · h8 чёрная лодка · a6 чёрная ракушка · b6 чёрная ракушка · c6 чёрная ракушка · d6 чёрная ракушка · e6 чёрная ракушка · f6 чёрная ракушка · g6 чёрная ракушка · h6 чёрная ракушка · a3 белая ракушка · b3 белая ракушка · c3 белая ракушка · d3 белая ракушка · e3 белая ракушка · f3 белая ракушка · g3 белая ракушка · h3 белая ракушка · a1 белая лодка · b1 белый конь · c1 белый дворянин · d1 белый феодал · e1 белый семя · f1 белый дворянин · g1 белый конь · h1 белая лодка | a8 чёрная лодка · b8 чёрный конь · c8 чёрный дворянин · d8 чёрный семя · e8 чёрный феодал · f8 чёрный дворянин · g8 чёрный конь · h8 чёрная лодка · a6 чёрная ракушка · b6 чёрная ракушка · c6 чёрная ракушка · d6 чёрная ракушка · e6 чёрная ракушка · f6 чёрная ракушка · g6 чёрная ракушка · h6 чёрная ракушка · a3 белая ракушка · b3 белая ракушка · c3 белая ракушка · d3 белая ракушка · e3 белая ракушка · f3 белая ракушка · g3 белая ракушка · h3 белая ракушка · a1 белая лодка · b1 белый конь · c1 белый дворянин · d1 белый феодал · e1 белый семя · f1 белый дворянин · g1 белый конь · h1 белая лодка | a8 чёрная лодка · b8 чёрный конь · c8 чёрный дворянин · d8 чёрный семя · e8 чёрный феодал · f8 чёрный дворянин · g8 чёрный конь · h8 чёрная лодка · a6 чёрная ракушка · b6 чёрная ракушка · c6 чёрная ракушка · d6 чёрная ракушка · e6 чёрная ракушка · f6 чёрная ракушка · g6 чёрная ракушка · h6 чёрная ракушка · a3 белая ракушка · b3 белая ракушка · c3 белая ракушка · d3 белая ракушка · e3 белая ракушка · f3 белая ракушка · g3 белая ракушка · h3 белая ракушка · a1 белая лодка · b1 белый конь · c1 белый дворянин · d1 белый феодал · e1 белый семя · f1 белый дворянин · g1 белый конь · h1 белая лодка | 2 |
| 1 | a8 чёрная лодка · b8 чёрный конь · c8 чёрный дворянин · d8 чёрный семя · e8 чёрный феодал · f8 чёрный дворянин · g8 чёрный конь · h8 чёрная лодка · a6 чёрная ракушка · b6 чёрная ракушка · c6 чёрная ракушка · d6 чёрная ракушка · e6 чёрная ракушка · f6 чёрная ракушка · g6 чёрная ракушка · h6 чёрная ракушка · a3 белая ракушка · b3 белая ракушка · c3 белая ракушка · d3 белая ракушка · e3 белая ракушка · f3 белая ракушка · g3 белая ракушка · h3 белая ракушка · a1 белая лодка · b1 белый конь · c1 белый дворянин · d1 белый феодал · e1 белый семя · f1 белый дворянин · g1 белый конь · h1 белая лодка | a8 чёрная лодка · b8 чёрный конь · c8 чёрный дворянин · d8 чёрный семя · e8 чёрный феодал · f8 чёрный дворянин · g8 чёрный конь · h8 чёрная лодка · a6 чёрная ракушка · b6 чёрная ракушка · c6 чёрная ракушка · d6 чёрная ракушка · e6 чёрная ракушка · f6 чёрная ракушка · g6 чёрная ракушка · h6 чёрная ракушка · a3 белая ракушка · b3 белая ракушка · c3 белая ракушка · d3 белая ракушка · e3 белая ракушка · f3 белая ракушка · g3 белая ракушка · h3 белая ракушка · a1 белая лодка · b1 белый конь · c1 белый дворянин · d1 белый феодал · e1 белый семя · f1 белый дворянин · g1 белый конь · h1 белая лодка | a8 чёрная лодка · b8 чёрный конь · c8 чёрный дворянин · d8 чёрный семя · e8 чёрный феодал · f8 чёрный дворянин · g8 чёрный конь · h8 чёрная лодка · a6 чёрная ракушка · b6 чёрная ракушка · c6 чёрная ракушка · d6 чёрная ракушка · e6 чёрная ракушка · f6 чёрная ракушка · g6 чёрная ракушка · h6 чёрная ракушка · a3 белая ракушка · b3 белая ракушка · c3 белая ракушка · d3 белая ракушка · e3 белая ракушка · f3 белая ракушка · g3 белая ракушка · h3 белая ракушка · a1 белая лодка · b1 белый конь · c1 белый дворянин · d1 белый феодал · e1 белый семя · f1 белый дворянин · g1 белый конь · h1 белая лодка | a8 чёрная лодка · b8 чёрный конь · c8 чёрный дворянин · d8 чёрный семя · e8 чёрный феодал · f8 чёрный дворянин · g8 чёрный конь · h8 чёрная лодка · a6 чёрная ракушка · b6 чёрная ракушка · c6 чёрная ракушка · d6 чёрная ракушка · e6 чёрная ракушка · f6 чёрная ракушка · g6 чёрная ракушка · h6 чёрная ракушка · a3 белая ракушка · b3 белая ракушка · c3 белая ракушка · d3 белая ракушка · e3 белая ракушка · f3 белая ракушка · g3 белая ракушка · h3 белая ракушка · a1 белая лодка · b1 белый конь · c1 белый дворянин · d1 белый феодал · e1 белый семя · f1 белый дворянин · g1 белый конь · h1 белая лодка | a8 чёрная лодка · b8 чёрный конь · c8 чёрный дворянин · d8 чёрный семя · e8 чёрный феодал · f8 чёрный дворянин · g8 чёрный конь · h8 чёрная лодка · a6 чёрная ракушка · b6 чёрная ракушка · c6 чёрная ракушка · d6 чёрная ракушка · e6 чёрная ракушка · f6 чёрная ракушка · g6 чёрная ракушка · h6 чёрная ракушка · a3 белая ракушка · b3 белая ракушка · c3 белая ракушка · d3 белая ракушка · e3 белая ракушка · f3 белая ракушка · g3 белая ракушка · h3 белая ракушка · a1 белая лодка · b1 белый конь · c1 белый дворянин · d1 белый феодал · e1 белый семя · f1 белый дворянин · g1 белый конь · h1 белая лодка | a8 чёрная лодка · b8 чёрный конь · c8 чёрный дворянин · d8 чёрный семя · e8 чёрный феодал · f8 чёрный дворянин · g8 чёрный конь · h8 чёрная лодка · a6 чёрная ракушка · b6 чёрная ракушка · c6 чёрная ракушка · d6 чёрная ракушка · e6 чёрная ракушка · f6 чёрная ракушка · g6 чёрная ракушка · h6 чёрная ракушка · a3 белая ракушка · b3 белая ракушка · c3 белая ракушка · d3 белая ракушка · e3 белая ракушка · f3 белая ракушка · g3 белая ракушка · h3 белая ракушка · a1 белая лодка · b1 белый конь · c1 белый дворянин · d1 белый феодал · e1 белый семя · f1 белый дворянин · g1 белый конь · h1 белая лодка | a8 чёрная лодка · b8 чёрный конь · c8 чёрный дворянин · d8 чёрный семя · e8 чёрный феодал · f8 чёрный дворянин · g8 чёрный конь · h8 чёрная лодка · a6 чёрная ракушка · b6 чёрная ракушка · c6 чёрная ракушка · d6 чёрная ракушка · e6 чёрная ракушка · f6 чёрная ракушка · g6 чёрная ракушка · h6 чёрная ракушка · a3 белая ракушка · b3 белая ракушка · c3 белая ракушка · d3 белая ракушка · e3 белая ракушка · f3 белая ракушка · g3 белая ракушка · h3 белая ракушка · a1 белая лодка · b1 белый конь · c1 белый дворянин · d1 белый феодал · e1 белый семя · f1 белый дворянин · g1 белый конь · h1 белая лодка | a8 чёрная лодка · b8 чёрный конь · c8 чёрный дворянин · d8 чёрный семя · e8 чёрный феодал · f8 чёрный дворянин · g8 чёрный конь · h8 чёрная лодка · a6 чёрная ракушка · b6 чёрная ракушка · c6 чёрная ракушка · d6 чёрная ракушка · e6 чёрная ракушка · f6 чёрная ракушка · g6 чёрная ракушка · h6 чёрная ракушка · a3 белая ракушка · b3 белая ракушка · c3 белая ракушка · d3 белая ракушка · e3 белая ракушка · f3 белая ракушка · g3 белая ракушка · h3 белая ракушка · a1 белая лодка · b1 белый конь · c1 белый дворянин · d1 белый феодал · e1 белый семя · f1 белый дворянин · g1 белый конь · h1 белая лодка | 1 |
|   | a | b | c | d | e | f | g | h |   |

Доска имеет те же размеры, что и в классических шахматах: 8 × 8 клеток. Начальная расстановка в целом совпадает с расстановкой в классических шахматах, но имеет два отличия: белый ферзь расположен на поле e1, белый король — на поле d1 (то есть каждый король находится слева от своего ферзя, если смотреть со стороны игрока); пешки расположены на третьей от игрока горизонтали (то есть белые на третьей, а чёрные на шестой).

## Ходы фигур
Единственная фигура, ход которой полностью совпадает с ходом соответствующей фигуры в классических шахматах — конь.
Обычные ходы короля, ладьи и пешки совпадают с шахматными: король ходит на одно поле по горизонтали, вертикали или диагонали, ладья — на любое число свободных полей по вертикали или горизонтали, пешка ходит на одно поле вперёд и бьёт на одно поле по диагонали вперёд. Отличаются специальные ходы этими фигурами: рокировки нет, пешка не может ходить первым ходом на две клетки (это и не нужно, так как из начальной позиции пешка одним обычным ходом достигает середины доски), соответственно, отсутствует взятие на проходе. Превращение пешки происходит не на последней, а на шестой от игрока горизонтали (на той, где в начале располагались пешки противника); превращение обязательно, его нельзя отложить до следующего хода пешки; пешки превращаются только в ферзя.
Ходы ферзя и слона в макруке и классических шахматах различаются значительно, они соответствуют ходам этих же фигур в чатуранге: ферзь ходит только на одну клетку по диагонали (это самая слабая фигура, не считая пешек), слон ходит на одну клетку по диагонали в любом направлении или на одну клетку по вертикали вперёд. В Индии этот ход обозначал четыре ноги и хобот слона; поскольку в Таиланде фигуру слона называют по-другому, это значение было утеряно. Вероятно, от этой фигуры произошёл серебряный генерал в японских шахматах сёги и, как нечто противоположное ему, золотой генерал.
До девятнадцатого века в макруке также были особые ходы короля и ферзя. Сейчас в официальных правилах макрука их нет, но неофициально по-прежнему играют с ними. Также эти правила официальны в Камбодже, поэтому таиландский макрук и камбоджианский ок чатранг считают за разные игры, хотя больше они ничем не отличаются:
- Король первым ходом может прыгнуть как конь без взятия. Если король уже был под шахом, то этот ход делать уже нельзя. Некоторые источники утверждают, что таким образом король может прыгнуть только на вторую и седьмую горизонталь, но не на третью и шестую.
- Ферзь первым ходом может пойти на две клетки по вертикали вперёд без взятия.

## Завершение партии
Как и в классических шахматах, задача игры — поставить мат королю противника. Пат приносит ничью (в отличие от большинства восточных вариантов шахмат, где пат приносит победу тому, кто ходил последним).
Также в игре есть правила «битвы без пешек» и «голого короля». Они не общеприняты даже в Таиланде.
- Если ни у одной стороны не осталось ни одной непревращённой пешки, то игра должна быть закончена в течение 64 ходов, иначе объявляется ничья.
- Если у одной из сторон есть преимущество (точного определения, что здесь обозначает «преимущество», нет), она должна победить слабую сторону за 64 хода, иначе объявляется ничья. Если слабая сторона съедает фигуру противника или заявляет, что у противника уже нет преимущества, то отсчёт ходов заканчивается. Если слабая сторона ставит мат сильной стороне, но отсчёт ещё не закончен, то объявляется ничья.
- Если у одной из сторон остаётся только один король, то начинается новый отсчёт. Сторона, у которой есть другие фигуры, должна поставить мат за количество ходов, равное количеству очков за комбинацию имеющихся фигур минус общее число фигур на доске (включая обоих королей). Каждый раз, когда голый король ест фигуру, начинается новый отсчёт.

Очки за комбинации фигур:
- 2 ладьи и нижеперечисленные фигуры — 8 очков;
- 1 ладья и нижеперечисленные фигуры — 16 очков;
- 2 слона и нижеперечисленные фигуры — 22 очка;
- 2 коня и нижеперечисленные фигуры — 32 очка;
- 1 слон и нижеперечисленные фигуры — 44 очка;
- только пешки, ферзи, 1 конь и король или меньше — 64 очка.

## Названия и изображения фигур
- Король: кхун (дословно — дворянин);
- Ферзь: мет (дословно — семя, зернышко);
- Слон: кхон (โคน, вероятно, альтернативное написание คน — человек);
- Конь: ма (то же значение);
- Ладья: рыа (дословно — лодка; любопытно, что здесь ладья, как и в русском языке, не карета или колесница, как в других восточных шахматах, а представитель флота);
- Пешка: биа (дословно — ракушка; ракушки использовались в качестве денег в древнем Таиланде; также в древности в Таиланде в качестве пешек использовались сами ракушки).

Конь в макруке изображается, как и в классических шахматах, в виде конской головы. Пешки, как и упоминалось выше, были ракушками, но сейчас в пластиковых наборах они обычно похожи на шашки; как и в шашках, превращение пешки всегда отмечалось её переворачиванием. Король, слон, ферзь и ладья имеют одну форму, но разные размеры и пропорции. Самая большая фигура — король, самая малая — ферзь. Ладья ниже, но шире других фигур.

## Варианты
В Таиланде и Камбодже также популярен следующий вариант: побеждает игрок, который первым ставит шах королю противника.

## Известные игроки
Пятикратным чемпионом Таиланда является Сухарт Чайвичит (1983, 1987, 1988, 1990, 1991), также он мастер ФИДЕ по классическим шахматам.